# جاي بيلاسكو
جاي بيلاسكو (بالإنجليزية: Jay Belasco)‏ هو ممثل أمريكي، ولد في 11 يناير 1888 في الولايات المتحدة، وتوفي بنفس المكان في 1 مايو 1949 بسبب نوبة قلبية.

## وصلات خارجية
- جاي بيلاسكو على موقع IMDb (الإنجليزية)
- جاي بيلاسكو على موقع أول موفي (الإنجليزية)
- جاي بيلاسكو على موقع قاعدة بيانات الفيلم (الإنجليزية)